# 조흥은행
조흥은행(朝興銀行, Chohung Bank, CHB)은 1897년부터 2006년까지 존재했던 대한민국의 은행으로, 2006년에 신한은행과 합병한 후에는 현재는 통합 신한은행의 존속 법인 형태로 남아 있다.
1897년 2월 한성은행(漢城銀行)이라는 이름으로 설립되어 운영되다가, 1943년에 동일은행과 합병하여 조흥은행(朝興銀行)으로 바뀌었다. 소유한 하인과 호위 무사의 수가 600여 명에 이르렀던 명문 귀족인 김종한 조선귀족 남작이 초대 은행장을 지내는 등 그 명성이 이어졌다. 이건희 삼성그룹 회장의 장모인 김윤남의 아버지 김신석 중추원 참의 등도 조흥은행 간부 출신이었다. 하지만 1997년 외환 위기로 공적 자금이 투입되었고, 금융권 구조조정 과정에서 강원은행과 충북은행을 흡수한 후 2006년 4월 2일에 구 신한은행과 합병했다. 합병 당시 존속 법인을 조흥은행으로 지정함에 따라 조흥은행은 현 신한은행의 존속 법인으로 계속 이어 오고 있으며, 구 신한은행 법인이 소멸했다. 신한금융지주로 넘어온 이후 경영이 정상화되면서, 1997년 외환 위기 때 공적 자금이 투입되었던 대한민국의 전국구 시중은행들 중에서는 가장 먼저 공적 자금을 모두 회수했다.
조흥은행은 대한민국 독립 이후 가장 오래 된 은행으로, 기네스 세계 기록에 등재되어 있다. 또한 코스피 시장 제1호 상장 기업으로 종목코드가 가장 빠른 000010번이었다.
본점은 종각역과 을지로입구역 중간 지점인 광교 앞의 중구 삼각동에 있었으며, 현재는 신한은행 광교영업부로 이용 중이다.

## 연혁
- 1897년 2월: 한성은행 설립
- 1903년: 본점을 종로구 안국동으로 이전
- 1905년: 본점을 중구 다동으로 이전
- 1912년: 본점을 중구 삼각동으로 이전
- 1943년: 한성은행과 동일은행이 합병하여 조흥은행 출범
- 1956년: 증권거래소 상장
- 1963년 4월 16일: 본점 화재로 소실(약 500평 전소, 7월 철거, 9월에는 영업부를 종각(보신각 옆으로 임시 이전)
  - 12월 23일: 본점 새 건물 착공(당행 영선부 유영근 설계)
- 1966년 12월 19일: 중구 삼각동 본점(조흥-신한 합병 후 현재의 신한은행 광교영업부) 완공(지상 18층, 지하 2층, 높이 66.7m)
- 1979년 12월 1일: 국내 최초 ATM 도입
- 1982년 6월 21일: 은행신용카드 업무 개시
- 1985년 7월 1일: 조흥은행 CIP 도입(태양에 착안한 세 개의 원 디자인)
- 1988년 9월 10일: 본점 외부 중수공사(외벽 커튼월 리모델링) 완료
- 1995년: 한국기네스협회로부터 대한민국에서 가장 오래된 은행으로 인증서 수여
- 1997년: 창립 100주년을 기념하여 조흥금융박물관 개관
- 1999년 4월: 충북은행 흡수합병
- 1999년 5월: CHB조흥은행로 변경
- 1999년 9월: 강원은행 흡수합병
- 2003년 9월: 신한금융지주 자회사로 편입
- 2004년 7월: 증권거래소 상장폐지
- 2006년 4월: CHB조흥은행과 신한은행이 합병하여 통합 신한은행 출범, 존속 법인은 조흥은행으로 지정

## 역대 은행장

### 한성은행장
- 김종한 (1897년 ~ 1903년)
- 완순군 이재완 (1903년 ~ 1909년)
- 이윤용 (1909년 ~ 1923년)
- 한상룡 (1923년 ~ 1928년)
- 츠츠미 나가이치 (1928년 ~ 1936년)
- 이가 세이이치 (1936년 ~ 1937년)
- 하야시 시게키 (1937년 ~ 1938년)
- 노다 신고 (1938년 ~ 1943년)

### 조흥은행장
- 구보 히게카즈 (1943년)
- 이와츠보 토모유키 (1943년 ~ 1945년)
- 정운용 (1945년 ~1947년)
- 김한규 (1947년 ~1949년)
- 김교철 (1949년 ~1956년)
- 정종원 (1956년 ~ 1961년)
- 장용태 (1961년)
- 이호상 (1961년)
- 서병찬 (1961년 ~ 1965년)
- 문종건 (1965년 ~ 1969년)
- 박대진 (1969년 ~ 1970년)
- 문상철 (1970년 ~ 1972년)
- 고태진 (1972년 ~ 1976년)
- 심원택 (1976년)
- 이동수 (1976년 ~ 1979년)
- 김용운 (1979년 ~ 1980년)
- 임재수 (1980년 ~ 1982년)
- 이헌승 (1982년 ~ 1983년)
- 송기태 (1983년 ~ 1986년)
- 김영석 (1986년 ~ 1991년)
- 이종연 (1991년 ~ 1995년)
- 우찬목 (1995년 ~ 1997년)
- 장철훈 (1997년 ~ 1998년)
- 위성복 (1998년 / 1999년 ~ 2002년)
- 이강륭 직무대행 (1998년)
- 홍석주 (2002년 ~ 2003년)
- 최동수 (2003년 ~ 2006년)

## 슬로건
- 여러분의 조흥은행 (1953년 ~ 1957년 / 1965년)
- 오래인 역사 새로운 운영 (1957년 ~ 1959년)
- 친절하고 신속한 조흥은행 (1964년)
- 친절하고 신속한 여러분의 조흥은행 (1965년 ~ 1969년)
- 건실한 경영 친절한 서비스[1] (1970년)
- 행복과 번영을 약속하는 조흥은행 (1973년 ~ 1985년)
- 밝은 내일 힘찬 성장 (1985년 ~ 1993년)
- 좋은 만남 좋은 이웃 (1993년 ~ 1999년)
- 함께한 100년, 함께할 100년 (1993년 ~ 1997년)
- 백년은행 백년대계 (1995년)
- My Bank (1999년 ~ 2000년)
- Cyber & Human Bank (2000년 ~ 2001년)
- 변화의 발상지 (2001년 ~ 2002년)
- 한국 금융의 백두산 호랑이 (2002년 ~ 2003년)
- 꿈을 이루는 은행 (2004년 ~ 2006년)

## 참고 문헌
- 《조흥 100년 숨은 이야기》, 조흥은행 기업문화실, 1997년
- 《한국의 은행 100년사》, 이영훈 외, 산하, 2004년, ISBN 89-7650-282-5

## 같이 보기
- 한성은행 축구단